# Oberscharführer
Oberscharführer var  1932 - 1945 en paramilitær grad i det Tyske Nationalsocialistiske Parti. 
Oberscharführer var først en grad for Sturmabteilung (SA) og blev oprettet på grund af en udvidelse af diverse grader pga. det voksende medlemstal i SA i de sene 1920'ere og tidlige 1930'ere. SA rangen Oberscharführer var højere end Scharführer og lavere end Truppführer.
De tidlige grader i Schutzstaffel (SS) var identiske med SA's, og Oberscharführer blev samtidigt skabt som en grad i SS . En SS-Oberscharführer var ligestillet med en SA til 1934 efter De lange knives nat. 
Så blev SS rangsystemet omorganiseret, og der blev oprettet flere nye grader, mens de ældre SA titler blev slettet. Rangen SS-Oberscharführer blev derfor "forfremmet" svarende til en SA-Truppführer. SS's emblemer blev ændret til to sølvstjerner på kraven, mens SA emblemet for Oberscharführer var en enkelt stjerne på kraven og en sølvstribe .
Inden for SA var en Oberscharführer typisk en overordnet holdleder, som var under en delings underofficer. Ansvaret varierede inden for SS, specielt mellem en Oberscharführer i Allgemeine-SS og en  i Waffen-SS.
Da SS efter 1938 begyndte at bruge de grå uniformer som standarduniform, viste SS-Oberscharführerens skulderemblem en Værnemagt Feldwebels tegn. En SS-Oberscharführer var underlagt SS-Hauptscharführer.